# Werner Perathoner
Werner Perathoner (ur. 21 września 1967 w Bressanone) – włoski narciarz alpejski. Najlepsze wyniki w Pucharze Świata osiągnął w sezonie 1994/1995, kiedy to zajął 15. miejsce w klasyfikacji generalnej, a w klasyfikacji supergiganta był trzeci. Najlepszym wynikiem Perathonera na mistrzostwach świata było 7. miejsce w zjeździe podczas mistrzostw świata w Sierra Nevada. Zajął także 5. miejsce w supergigancie na Igrzyskach w Lillehammer.

## Sukcesy

### Puchar Świata

#### Miejsca w klasyfikacji generalnej
- 1987/1988 – 62.
- 1992/1993 – 23.
- 1993/1994 – 41.
- 1994/1995 – 15.
- 1995/1996 – 19.
- 1996/1997 – 24.
- 1997/1998 – 22.
- 1998/1999 – 95.

#### Miejsca na podium
1. Leukerbad – 23 stycznia 1988 (zjazd) – 3. miejsce
2. Kvitfjell – 19 marca 1993 (zjazd) – 2. miejsce
3. Kvitfjell – 20 marca 1993 (zjazd) – 2. miejsce
4. Lech – 22 grudnia 1993 (supergigant) – 2. miejsce
5. Whistler – 13 marca 1994 (supergigant) – 3. miejsce
6. Kitzbühel – 14 stycznia 1995 (zjazd) – 3. miejsce
7. Kvitfjell – 10 marca 1995 (supergigant) – 1. miejsce
8. Bormio – 16 marca 1995 (supergigant) – 3. miejsce
9. Garmisch-Partenkirchen – 5 lutego 1996 (supergigant) – 1. miejsce
10. Garmisch-Partenkirchen – 21 lutego 1997 (supergigant) – 3. miejsce
11. Kvitfjell – 7 marca 1998 (zjazd) – 2. miejsce